# Houshan, Chongqing
Houshan (kinesiska: 后山) är en köping i sydvästra Kina. Den ligger i stadsdistriktet Wanzhou i storstadsområdet Chongqing, omkring 200 kilometer nordost om det centrala stadsdistriktet Yuzhong. Antalet invånare är 15 338. Befolkningen består av 7 598 kvinnor och 7 740 män. Barn under 15 år utgör 22,0 %, vuxna 15-64 år 60 %, och äldre över 65 år 17,0 %.